# SET Metro
SET Metro (三立都會台T) è una rete televisiva di Taiwan, lanciata nel settembre 1995. Manda prevalentemente in onda drammi di produzione taiwanese e serie animate (tra cui Detective Conan).